# Адміністративний устрій Києво-Святошинського району
Адміністративний устрій Києво-Святошинського району — адміністративно-територіальний поділ Києво-Святошинського району Київської області на 2 міські, 1 селищну та 25 сільських рад, які об'єднують 52 населені пункти і підпорядковані Києво-Святошинській районній раді. Адміністративний центр — місто Київ, яке є містом державного підпорядкування та не входить до складу району.

## Список радКиєво-Святошинського району
| №  | Назва                                      | Центр                         | Населені пункти                                        | Площа км² | Місце за площею | Населення (2001), осіб. | Місце за населенням |
| -- | ------------------------------------------ | ----------------------------- | ------------------------------------------------------ | --------- | --------------- | ----------------------- | ------------------- |
| 1  | Боярська міська рада                       | м. Боярка                     | м. Боярка                                              |           |                 |                         |                     |
| 2  | Вишнева міська рада                        | м. Вишневе                    | м. Вишневе                                             |           |                 |                         |                     |
| 3  | Чабанівська селищна рада                   | смт Чабани                    | смт Чабани с. Новосілки                                |           |                 |                         |                     |
| 4  | Білогородська сільська рада                | с. Білогородка                | с. Білогородка с. Шевченкове                           |           |                 |                         |                     |
| 5  | Бобрицька сільська рада                    | с. Бобриця                    | с. Бобриця                                             |           |                 |                         |                     |
| 6  | Бузівська сільська рада                    | с. Бузова                     | с. Бузова с. Буча с. Гурівщина с. Любимівка с. Хмільна |           |                 |                         |                     |
| 7  | Віто-Поштова сільська рада                 | с. Віта-Поштова               | с. Віта-Поштова с. Юрівка                              |           |                 |                         |                     |
| 8  | Гатненська сільська рада                   | с. Гатне                      | с. Гатне                                               |           |                 |                         |                     |
| 9  | Гореницька сільська рада                   | с. Гореничі                   | с. Гореничі с. Гнатівка с. Лука с. Стоянка             |           |                 |                         |                     |
| 10 | Горенська сільська рада                    | с. Горенка                    | с. Горенка с. Мощун                                    |           |                 |                         |                     |
| 11 | Дмитрівська сільська рада                  | с. Дмитрівка                  | с. Дмитрівка с. Капітанівка с. Мила                    |           |                 |                         |                     |
| 12 | Забірська сільська рада                    | с. Забір'я                    | с. Забір'я                                             |           |                 |                         |                     |
| 13 | Княжицька сільська рада                    | с. Княжичі                    | с. Княжичі с. Жорнівка                                 |           |                 |                         |                     |
| 14 | Крюківщинська сільська рада                | с. Крюківщина                 | с. Крюківщина                                          |           |                 |                         |                     |
| 15 | Личанська сільська рада                    | с. Личанка                    | с. Личанка                                             |           |                 |                         |                     |
| 16 | Лісниківська сільська рада                 | с. Лісники                    | с. Лісники                                             |           |                 |                         |                     |
| 17 | Малютянська сільська рада                  | с. Малютянка                  | с. Малютянка с. Іванків                                |           |                 |                         |                     |
| 18 | Мироцька сільська рада                     | с. Мироцьке                   | с. Мироцьке                                            |           |                 |                         |                     |
| 19 | Михайлівсько-Рубежівська сільська рада     | с. Михайлівка-Рубежівка       | с. Михайлівка-Рубежівка с. Забуччя                     |           |                 |                         |                     |
| 20 | Музичанська сільська рада                  | с. Музичі                     | с. Музичі с. Неграші                                   |           |                 |                         |                     |
| 21 | Петропавлівсько-Борщагівська сільська рада | с. Петропавлівська Борщагівка | с. Петропавлівська Борщагівка с. Чайки                 |           |                 |                         |                     |
| 22 | Петрушківська сільська рада                | с. Петрушки                   | с. Петрушки                                            |           |                 |                         |                     |
| 23 | Святопетрівська сільська рада              | с. Святопетрівське            | с. Святопетрівське                                     |           |                 |                         |                     |
| 24 | Софіївсько-Борщагівська сільська рада      | с. Софіївська Борщагівка      | с. Софіївська Борщагівка                               |           |                 |                         |                     |
| 25 | Тарасівська сільська рада                  | с. Тарасівка                  | с. Тарасівка с. Нове                                   |           |                 |                         |                     |
| 26 | Ходосівська сільська рада                  | с. Ходосівка                  | с. Ходосівка                                           |           |                 |                         |                     |
| 27 | Хотівська сільська рада                    | с. Хотів                      | с. Хотів с. Кременище с. Круглик                       |           |                 |                         |                     |
| 28 | Шпитьківська сільська рада                 | с. Шпитьки                    | с. Шпитьки с. Горбовичі с. Лісне с. Мрія               |           |                 |                         |                     |

* Примітки: м. — місто, смт — селище міського типу, с. — село, с-ще — селище